# うみねこのなく頃に episode4 - Alliance of the golden witch
『うみねこのなく頃に episode4 - Alliance of the golden witch』（黄金の魔女の同盟）は、同人サークルである07th Expansionが製作している同人ゲーム『うみねこのなく頃に』の、シリーズ第四作である。
2008年12月29日のコミックマーケット75において発表され、販売開始された。タイトルは『うみねこのなく頃に』と、「な」を赤文字で表記する。
本作は07th Expansionの同人ゲームでは初のトールケース仕様となっており、パッケージイラストも竜騎士07ではなく、肖像画デザインを担当した江草天仁によって描かれている。このことについて竜騎士07は、出題編完結を機に新しくここから購入するユーザーがそれなりにいるだろうことから、「これ一本さえ買えば、出題編は全部プレイできる」ことをわかりやすくするために、今までとパッケージの体裁を変えたと述べている。

## 概要
『うみねこのなく頃に』で作者が「問題編」として設定している部分の最後を飾るストーリーとして発表された作品。それまでとは違う視点を提供しており、六軒島事件の12年後（1998年）に生きる18歳の縁寿が主人公ともいえる活躍をするのが最大の特徴である。
序盤は、事件から12年後の縁寿の境遇と、絵羽死亡後の縁寿の事件解明への行動について描かれる。中盤では真里亞の過去の物語が描かれ、六軒島の事件を中心に描いていた今までの物語とは趣の異なる一編となっている。

## システム
青文字システム
エピソード4からの新システムとして、戦人や縁寿などの魔法否定側キャラクターが、魔法の否定に直接繋がる推理を述べる時には、会話が「青文字」で表示されるようになった。推理ゲーム終了時まで青文字で書かれた内容を、魔女側キャラクターが赤文字で反論できなければ、一切の証明の必要なく青文字は真実であったと保障される。これはベアトリーチェが、戦人の復唱要求にいちいち赤文字で答えることは不利になるだけということで、新たに付け加えたルールである。
ただし、青文字以外の事柄に対して、魔女は赤文字で答える義務を持たない。また、魔女は青文字を複数使われても、たった一個でもそれに赤文字で反論できれば、魔法の実在を否定されたことにならないというアドバンテージを持つ。

## ストーリー
1998年。右代宮家の全財産を引継いだ18歳の少女「右代宮縁寿」はビルの屋上から飛び降りながらも無傷で生還するという神秘体験をきっかけに、12年前の六軒島事件の真相を探る旅に出た。しかしその旅の果てには縁寿の財産を狙っている母方の実家、須磨寺家の魔の手が待ち構えていた。
1986年。六軒島を舞台に第4のゲームが始まる。しかし、前回から続く戦人とベアトリーチェとの推理対決に新たなプレイヤーが参戦してきた。グレーテルと名乗る謎の少女である。彼女は、12年後の右代宮縁寿が魔女となった姿であった。
1998年と1986年の2つの物語は平行して進められ、時には交じり合う。そして2つの物語は意外な結末へと加速することになる。

## 殺人事件
本作の殺人事件は人間には到底行えないであろう殺人が多々ある。それを魔女の仕業なのか人間の仕業なのかを見極めるのが、本作の大きな分岐点となる。
また、死体の多くは碑文に見立てられて殺されており、殺人が行われた場所には魔法陣や魔女からの手紙が残されている。これらの小道具の存在が「魔女ベアトリーチェが魔法によって殺人を犯した」という印象を登場人物たちに与えている。
（被害者の欄の横に書かれたカッコ内は見立ての内容を示す）

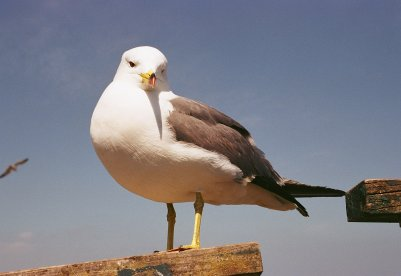
ウミネコ

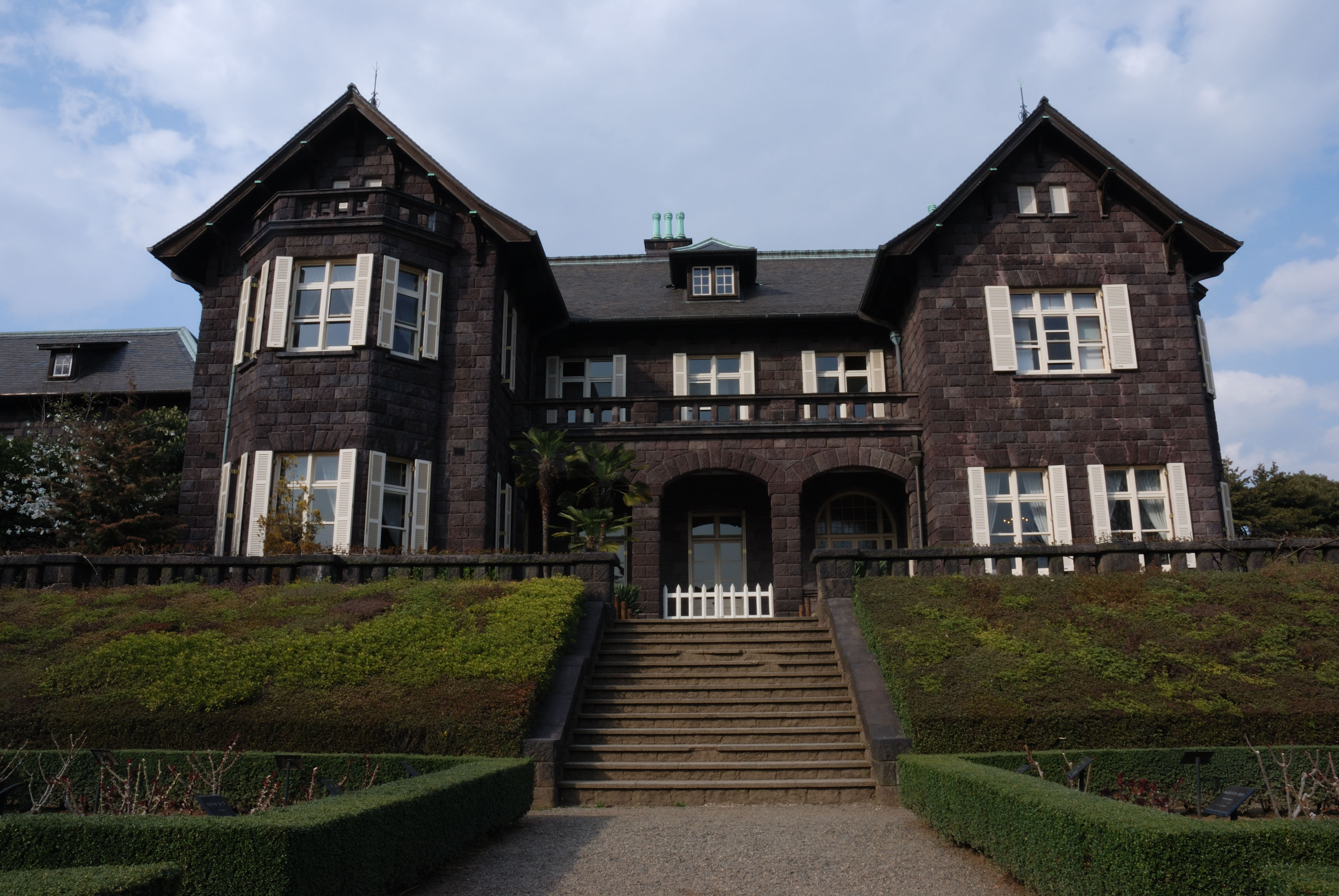
旧古河庭園 洋館

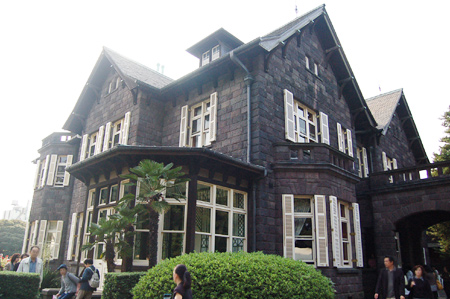
旧古河庭園 洋館

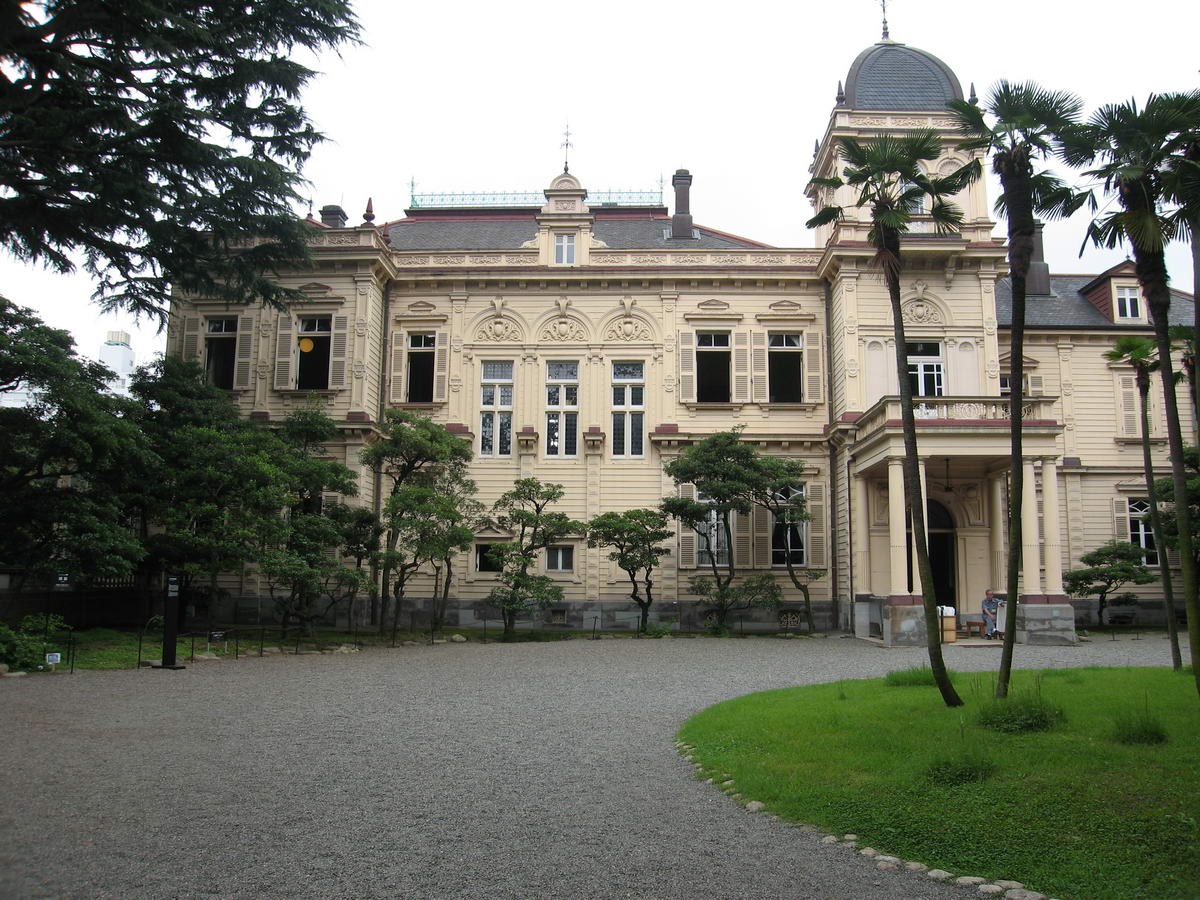
旧岩崎庭園 洋館

第1の事件 「食堂での虐殺」
被害者 … 夏妃、絵羽、秀吉、留弗夫、楼座、源次（第一の晩・六人の生贄）
親族会議についに金蔵が登場。金蔵の息子と使用人たちが集まる食堂で、ふがいない息子たちに見切りをつけた彼は当主の座は孫に譲ることを宣言し、召喚魔法で幻想の住人たちを呼び出し、シエスタ姉妹近衛兵の黄金の矢でランダムに選んだ6人を殺害する。生き残った蔵臼、霧江、紗音、嘉音、南條はテレポート能力を持つ悪魔ガァプによって遠く離れた九羽鳥庵の地下牢に転送され、郷田と熊沢はそれらからも逃げ出しゲストハウスへ避難する。
食堂の死体を戦人が発見するのは、第八の晩の殺人までがすんだ10月5日となる。TIPSでの死亡状態はこの時点で初めて追加される。
第2の事件 「当主試験」
被害者 … 朱志香、譲治（第二の晩・寄り添う二人）
金蔵の狂気の殺人について郷田と熊沢から聞かされた金蔵の孫たち4人（戦人、朱志香、譲治、真里亞）。蔵臼からかかってきた電話で、金蔵からのメッセージが伝えられる。孫の誰かが当主にふさわしいかの試験をするから、一人ずつ決められた場所にやってこいという。まずは譲治が薔薇庭園の東屋に向かい、朱志香が自分の部屋に向かった。譲治の前には悪魔ガァプが、朱志香の前には悪魔ロノウェが現れ、2人に残酷な選択肢をつきつける。2人はそれぞれに解答を出した後、目の前にいる悪魔たちを撃退するため戦闘を始める。しかし譲治がガァプを攻撃しようとしたとき、ガァプの手により譲治は朱志香の目の前に転送され、譲治は誤って朱志香に致命傷を与えてしまう。そして譲治は東屋に戻されガァプに殺された。朱志香は息絶える直前にゲストハウスの戦人に電話をかけ、魔女や悪魔が実在すると警告する。
2人の死体を戦人が発見するのは、第八の晩の殺人までがすんだ10月5日となる。TIPSでの死亡状態はこの時点で初めて追加される。死体には煉獄の杭が差し込まれていた。
第3の事件 「井戸端の殺人」
被害者 … 嘉音（第四の晩）、紗音（第五の晩）、南條（第六の晩）
地下牢に閉じ込められていた蔵臼、霧江、嘉音、紗音、南條の5人だが、嘉音と紗音の不思議な力を借りて脱出。長い地下通路を抜けると、庭園裏の井戸につながっていたが、井戸から上がったところでシエスタ姉妹の襲撃を受け嘉音、紗音、南條が殺される。
井戸端の死体を戦人が発見するのは、第八の晩の殺人までがすんだ10月5日となる。TIPSでの死亡状態はこの時点で初めて追加される。死体には煉獄の杭が差し込まれていた。なお、井戸は殺人シーンの描写と異なり厳重な蓋がされており、さらには嘉音は死体が発見されなかった。ただし、TIPSでは魔女が赤字で嘉音の死亡を確定させている。
第4の事件 「屋敷裏口」
被害者 … 蔵臼（第七の晩）
生き残った霧江と蔵臼は本館へ逃げ込むが、裏口の時点で蔵臼はシエスタ姉妹の襲撃を受け死亡。
蔵臼の死体を戦人が発見するのは、第八の晩の殺人までがすんだ10月5日となる。TIPSでの死亡状態はこの時点で初めて追加される。死体には煉獄の杭が差し込まれていた。
第5の事件 「客室からの電話」
被害者 … 霧江（第八の晩）
客室に逃げ込んだ霧江は鍵をかけるが、シエスタ姉妹の黄金の矢は鍵穴を抜けて攻撃してくることを覚悟し、ゲストハウスの戦人に電話をかけて、何が起こったかを克明に伝える。その直後、電話が唐突に切れた。
霧江の死体を戦人が発見するのは、第八の晩の殺人までがすんだ10月5日となる。TIPSでの死亡状態はこの時点で初めて追加される。電話をかけている途中に殺されたような状態で死体には煉獄の杭が差し込まれていた。なお、客間の鍵は実際にはシリンダー錠で霧江が考えたような「“鍵穴”」という概念自体が確立させづらい状況だった。
第6の事件 「倉庫密室」
被害者 … 郷田、熊沢（第九の晩・魔女復活）
郷田と熊沢の2人は譲治と朱志香が試験に向かう前に、金蔵の指示で庭園の管理倉庫に閉じ込められることになった。シャッターを閉めたあと、格子窓から鍵を郷田に渡すことで、ある意味で安全な密室を構成した。
しかし10月5日になってから倉庫の2人の下へ向かった戦人は、格子窓から首を吊った郷田と熊沢の姿を発見する。シャッターは開けられていないため自殺と思った戦人はシャッターを壊し中に入ると、2人は首吊りではなく外傷で殺されていることが判明。死後に「何者か」が首吊り状態を作ったと思われる。なお、シャッターの鍵は郷田のポケットに入ったままであった。
第7の事件 「10月5日の殺人」
被害者 … 真里亞、戦人（第十の晩）
10月5日の時点で戦人は食堂で「第一の晩」に見立てられて殺された6人の死体を見つけるが、そこには真里亞の死体もあった。真里亞は当主試験のため、戦人がゲストハウスから出て行った直後に礼拝堂に向かったはずである。しかし礼拝堂は鍵が閉められており、その鍵も見つからなかった。
真里亞の死体は目立った外傷がなく丁寧に腕が組まれており、楼座の死体に寄り添う形で安置されていた。まるで他の死体よりも尊厳が保たれているような扱いであった。その後、戦人がどうなったかは不明である。TIPSでは「行方不明」と書かれ、エンドロールの文章では「第十の晩に死亡」と書かれる。
第8の事件 「1998年」
被害者 … 縁寿
1998年に、艱難辛苦の旅を経てついに六軒島へに上陸した縁寿は、待ち伏せしていた須磨寺霞とその護衛に襲われる。須磨寺霞の影に黒き魔女エヴァ・ベアトリーチェを見た縁寿は、真の魔女として覚醒し、煉獄七姉妹を召喚。護衛たちの銃弾を跳ね返し護衛たちは自らの銃弾に打ち抜かれ倒れていく。最後に七姉妹のマモンの手でエヴァ・ベアトリーチェを倒し、霞も倒れた。それから1998年の縁寿がどうなったかは語れていない。
しかし、エンドロールの文章では縁寿は「1998年に死亡」と言う謎の文章が追記された。霞の存命は不明である。

## TIPS
愛がなければ視えない
絵羽犯人説を妄信する縁寿に対して、小此木が説いた言葉。嫌いな相手に対しては、どんな事でも否定的になってしまうが、それでは片目でしか物事を見られなくなる。愛のある視点、第三者的な視点をもって見なければ、本当の真相は見えないと縁寿に諭した。
さくたろう
誕生日プレゼントとして真里亞がもらった、楼座の手作りのぬいぐるみ。らいおんの子供という設定で、「うりゅー」が口癖。「さくたろ」という名前は、『カードキャプターさくら』に似ている作品の主人公「さくら」が元ネタだが、オスなので太郎をつけ、それがいつのまにか短くなったらしい。
原初の魔女
造物主の道を求める魔女の称号。ベアトリーチェは、真里亞にその才能があり、身の回りの小物に魔力を吹き込む力があると教えた。
07151129
前章で登場した謎の数列。その正体は縁寿など殺人事件の被害者の遺族に届いた、大量のカネが入ったある銀行の金庫のパスワード。数字自体の意味は謎のままである。

## 漫画
スクウェア・エニックスのウェブコミック配信サイト『ガンガンONLINE』において2009年10月1日から2012年2月2日まで連載された。
作画：宗一郎
1. ISBN 978-4-7575-2856-7 2010年4月22日 初版発行
2. ISBN 978-4-7575-2976-2 2010年8月21日 初版発行
3. ISBN 978-4-7575-3101-7 2010年12月22日 初版発行
4. ISBN 978-4-7575-3206-9 2011年4月22日 初版発行
5. ISBN 978-4-7575-3337-0 2011年8月22日 初版発行
6. ISBN 978-4-7575-3555-8 2012年4月21日 初版発行

## アニメ
「うみねこのなく頃に」第19 - 26話
- 第19話 EpisodeIV-I end game
- 第20話 EpisodeIV-II zugzwang
- 第21話 EpisodeIV-III prophylaxis
- 第22話 EpisodeIV-IV problem child
- 第23話 EpisodeIV-V breakthrough
- 第24話 EpisodeIV-VI adjourn
- 第25話 EpisodeIV-VII forced move
- 第26話 EpisodeIV-VIII sacrifice

## 小説
著：竜騎士07 イラスト：ともひ 講談社BOX
- うみねこのなく頃に Episode4 上 ISBN 978-4-06-283753-8 2010年7月2日 初版発行
- うみねこのなく頃に Episode4 下 ISBN 978-4-06-283754-5 2010年8月3日 初版発行